# Keiko Nemoto
Keiko Nemoto (jap. 根本 圭子 Nemoto Keiko; ur. 10 grudnia 1979 r. w prefekturze Chiba) – japońska aktorka głosowa. Należy do agencji 81 Produce.
Jej mężem jest aktor głosowy Masaya Takatsuka. Najbardziej znana z roli Shizune w anime Naruto, a także z dubbingowania Jimmy'ego w japońskiej wersji serialu animowanego Jimmy Cool, młodszej siostry Vicky – Tootie, w japońskiej wersji serialu animowanego Wróżkowie chrzestni oraz roli Baljeeta w japońskiej wersji w serialu animowanego Fineasz i Ferb.

## Wybrana filmografia

### Role głosowe
- Blue Dragon – Shu
- Gintama – Murata Tetsuko
- Glass no kamen – nauczycielka, Ikeda, Shopkeeper, Sugiyama, Yayoi, Zophie (wersja 2005)
- Jigoku shōjo – Satsuki Minato, matka Minami
- Shingetsutan Tsukihime – Shiki Tōno (dziecko)
- Mirmo Zibang! – Mambo
- Naruto – Shizune, TonTon, młody Neji Hyuga, Yūgao Uzuki
- Naruto: Shippūden – Shizune, młody Sora, TonTon, Yūgao Uzuki
  - Naruto Shippūden the Movie
  - Naruto Shippūden the Movie: Bonds
  - Naruto Shippūden: Blood Prison
  - Naruto Shippūden the Movie: The Lost Tower
  - Naruto Shippūden the Movie: The Will of Fire
  - Naruto Spin-Off: Rock Lee & His Ninja Pals
- Rockman.EXE – Bass.EXE (Forte.EXE)
- Tekken: Blood Vengeance – Mokujin
- Colourcloud Palace – Boy 2

### Role dubbingowe
- Wróżkowie chrzestni – Tootie
- Jimmy Cool – Jimmy
- Fineasz i Ferb – Baljeet
- Tomek i przyjaciele – Molly